# Diplusodon adpressipilus
Diplusodon adpressipilus är en fackelblomsväxtart som beskrevs av A. Lourteig. Diplusodon adpressipilus ingår i släktet Diplusodon och familjen fackelblomsväxter. Inga underarter finns listade i Catalogue of Life.